# 真愛搞失蹤
《真愛搞失蹤》（英語：Ghosted）是一部2023年美國浪漫喜剧動作冒險片，由戴克斯特·佛萊契執導，保羅·韋尼克、雷特·瑞斯、克里斯·麥肯納和艾瑞克·桑默斯編劇；主演包括克里斯·伊凡和安娜·德哈瑪斯領銜主演。劇情講述兩名相戀不久後的男女陷入麻煩，女方的真實身份竟是試圖拯救世界的美國中央情報局秘密特務。《真愛搞失蹤》2023年4月21日在Apple TV+上線；影評界普遍給予電影負面的評價。在頒發差片獎項的第44屆金酸莓獎入圍3項獎項。

## 演員
- 克里斯·伊凡飾演柯爾·透納（Cole Turner），農夫，偶爾會在農村市集販賣商品。
- 安娜·德哈瑪斯飾演賽蒂·羅茲（Sadie Rhodes），CIA探員，在農村市集認識柯爾。
- 安德林·布洛迪飾演勒韋克（Leveque）
- 麥克·莫（英语：Mike Moh）飾演華格納（Wagner）
- 塔特·多諾萬飾演柯爾的爸爸
- 艾米·塞德麗絲（英语：Amy Sedaris）飾演柯爾的媽媽
- 丽兹·布罗德威（英语：Lizze Broadway）飾演瑪蒂（Mattie），柯爾的妹妹。
- 穆斯塔法·沙基爾飾演蒙特·傑克森（Monte Jackson）
- 安东尼·麦凯飾演山姆之孫（Grandson of Sam）[2]，追殺柯爾的獎金獵人之一。
- 趙約翰飾演獵豹（The Leopard）[2]，追殺柯爾的獎金獵人之一。
- 賽巴斯汀·斯坦飾演上帝（God）[2]，追殺柯爾的獎金獵人之一。
- 萊恩·雷諾斯飾演喬納斯（Jonas）[2]，前CIA探員，與賽蒂是同事。
- 安娜·迪佛·史密斯（英语：Anna Deavere Smith）飾演克勞迪亞·葉慈（Claudia Yates）
- 提姆·布萊克·尼爾森飾演鮑里斯洛夫（Borislov）
- 提耶·史卡爾（英语：Tiya Sircar）飾演派蒂（Patti）
- 馬文·坎薩林飾演馬可（Marco），CIA探員，賽蒂的前男友。
- 史帝夫·朴（英语：Stephen Park）飾演宇海（Utami），買家。
- 伯恩·戈曼飾演英國出租車司機
- 戴克斯特·佛萊契飾演拉烏爾（Raoul）

## 製作
2021年8月，克里斯·伊凡和史嘉蕾·喬韓森洽談出演本片，由戴克斯特·佛萊契執導，保羅·韋尼克和雷特·瑞斯共同編劇，天空之舞傳媒製片。2021年12月，喬韓森因日程衝突退出，她的角色改由安娜·德哈瑪斯飾演。2022年2月，安德林·布洛迪加入演員陣容。2022年3月，麥克·莫、艾咪·莎德瑞斯、提姆·布萊克·尼爾森和塔特·多諾萬加入演員陣容。

### 拍攝
主體拍攝於2022年2月14日開始進行。拍攝地點包括亞特蘭大和華盛頓哥倫比亞特區。

## 反響
電影在爛番茄網站上根據100篇影評，新鮮度僅27%，平均得分4.3／10；共識影評：「《真愛搞失蹤》在動作、喜劇和浪漫之間漫無目的地飄蕩，整體從未統整到令人滿意，落得一片噓聲。」

## 外部連結
- 互联网电影数据库（IMDb）上《真愛搞失蹤》的资料（英文）
- 时光网上《真愛搞失蹤》的資料（简体中文）